# Cigole
Cigole är en ort och kommun i provinsen Brescia i regionen Lombardiet i Italien. Kommunen hade 1 557 invånare (2018).